# Konrad II. von Wassel
Konrad II. von Wassel (* um 1145; † 23. Mai 1176 oder 1178) war Graf von Wassel (heutiger Ortsteil von Sehnde), Vicedominus des Hochstiftes Hildesheim und Vogt des Godehardiklosters in Hildesheim, das 1133 von Bischof Bernhard I. von Hildesheim gegründet wurde.
Seine Eltern waren Bernhard II. von Wassel (Sohn von Bernhard I. von Wassel, † 25. August 1133/36, Vicedominus des Hochstiftes Hildesheim, Graf von Wassel 1103–1133 und Edler von Depenau) und Frederuna von Veckenstedt (Tochter des Walo II. von Veckenstedt). Er heiratete Adelheid von Loccum-Hallermund, mit der er die Töchter Adelheid von Wassel und Friderun zeugte. Friderun wurde Nonne.
Konrad brachte die Güter in Hötensleben, Langeln (Langeln (Nordharz)?), Hedeper, Heinde und Ahrbergen (Ortsteil von Giesen) aus dem Besitz der Grafen von Wassel bzw. der Edelherren von Veckenstedt mit in die Ehe.
Mit Konrad II. erlosch das Geschlecht von Wassel in der männlichen Linie.